# 徳島県道288号小勝島公園線
徳島県道288号小勝島公園線（とくしまけんどう288ごう こかつじまこうえんせん）は、徳島県阿南市を通る一般県道である。

## 概要
阿南市橘町から阿南市福井町に至る。公園と名がつくが、実際には起点・小勝島にある発電所への工事用車・通勤アクセス用のために全線2車線で作られた道である。夕方頃になると国道55号の交差点周辺で帰宅ラッシュの車で渋滞する。

### 路線データ
- 起点：阿南市橘町（小勝島）
- 終点：阿南市福井町（国道55号交点）
- 総延長：2.700 km[1]

## 歴史
- 1994年（平成6年）9月27日 - 路線が認定。
- 1998年（平成10年）3月30日 - 正式に供用開始。

## 路線状況

### 道路施設

#### トンネル
- 鍋浦トンネル：延長225 m、1996年（平成8年）竣工、阿南市

## 地理

### 通過する自治体
- 阿南市

### 交差する道路
| 交差する道路 | 交差する場所 | 交差する場所 |
| ------------ | ------------ | ------------ |
| 国道55号     | 福井町       | 終点         |

### 沿線
- J-POWER・よんでんWaンダーランド